# Thalassometra electrae
Thalassometra electrae is een haarster uit de familie Thalassometridae.
De wetenschappelijke naam van de soort werd in 1937 gepubliceerd door David Dilwyn John.